# گمینا بوبروویتسه
گمینا بوبروویتسه (به لهستانی:  Gmina Bobrowice) یک گمینا در لهستان است که در شهرستان کروسنو اودژانگسکیه واقع شده‌است. گمینا بوبروویتسه ۱۸۵٫۰۵ کیلومتر مربع مساحت و ۳٬۱۱۳ نفر جمعیت دارد.